# Battlefield V
Battlefield V — це відеогра в жанрі шутер від першої особи, розроблена EA DICE і видана Electronic Arts. Battlefield V — шістнадцята частина в серії Battlefield. Гра вийшла на Microsoft Windows, PlayStation 4 і Xbox One 20 листопада 2018 року. Ті, хто попередньо замовив видання Deluxe Edition, отримали ранній доступ до гри 15 листопада 2018 року, а абоненти Origin Access Premium на ПК, отримали доступ до гри ще 9 листопада 2018 року. Гра є продовженням її попередника Battlefield 1, зосередившись на Другій світовій війні.
Прийом гри перед виходом, був змішаний, а рекламний трейлер викликав злість у шанувальників серії за брак історичної точності і включення жінок-солдатів. Після випуску, Battlefield V отримала загалом сприятливі відгуки.

## Геймплей
Battlefield V інтенсивно фокусується на командних функціях і механіці, нестачі ресурсів і видаленні «абстракцій» з ігрової механіки для підвищення реалізму. Розширена кастомізація персонажа, через нову систему компанії, де гравці можуть створювати кілька персонажів з різними варіантами вигляду і зброї. Додаткові предмети і валюта, що використовуються для покупки інших, будуть отримані за рахунок завершення ігрових цілей.
У грі представлені кілька нових багатокористувацьких режимів, в тому числі «безперервний» режим кампанії «Tides of War», «Firestorm» і «Grand Operations». Режим Grand Operations - це розширення режиму «Операції», введеного в Battlefield 1, в якому основна увага приділяється матчам, які проходять через кілька етапів, для імітації кампанії реальної війни. В Grand Operations кожен раунд має конкретні цілі, і продуктивність на кожному етапі буде впливати на наступний. Останній раунд - «Final Stand», при ньому гравці використовують тільки основну зброю з обмеженими боєприпасами і без респаунів. Подібно Battlefield 1, в грі представлена колекція однокористувацьких «військових історій», заснованих на аспектах Другої світової війни. У грі також є кооперативний режим, якого не було з часів Battlefield 3, під назвою «Combined Arms», де чотири гравці можуть виконувати різні місії разом, тому місії не можуть відтворюватися однаково кожен раз. Комбіновану зброю планується випустити після запуску. Режим Battle Royale буде побудований навколо «основних елементів руйнування, командної гри і транспортних засобів». Назва «Firestorm» походить від буря вогню, яка поглинає гравців, схоже на популярну ігрову механіку Battle Royale, яка обмежує зону гри. Крім того, цей конкретний ігровий режим не розробляється самими EA DICE, але був переданий на аутсорсинг Criterion Games і містить найбільшу карту, створену франшизою на сьогоднішній день. Має 64 гравця, які розділені на 16 загонів з акцентом на роботу в команді. Firestorm планується випустити в березні 2019 року.

## Синопсис
Як і в Battlefield 1, розрахована на одного користувача кампанія ділиться на епізодичні «Історії війни», три з яких доступні на старті: «Nordlys» відбувається з точки зору норвезького винищувача опору, який бере участь в саботажі німецького ядерної програми. «Tirailleur» розповідає історію сенегальського тіралла під час операції «Драгун», а "Under No Flag" ставить гравця на місце Біллі Бріджера, засудженого грабіжника банків і експерта з вибухових речовин, покликаного в Спеціальну човнову службу, щоб взяти участь в операції Альюумен. Четверта кампанія "The Last Tiger" почнеться пізніше.

## Розробка
DICE оприлюднила перші подробиці, пов'язані з Battlefield V 23 травня 2018 року, з додатковою інформацією, яку представили під час прес-конференції EA Play на E3 2018 у червні. DICE заявила, що, на відміну від Battlefield 1, вона не планує використовувати платний додатковий контент або «Лут-бокси» для не косметичних предметів в Battlefield V; новий контент будуть додавати до гри для всіх гравців з часом (що само по собі буде проходити через різні етапи Другої світової війни) без додаткової плати. Рішення про виключення цих функцій було зроблено після обурення з приводу системи лут-боксів в Star Wars Battlefront II, ще однієї гри EA DICE. Спочатку гра мала вийти 19 жовтня, але була відкладена до 20 листопада, щоб дозволити розробникам «внести деякі остаточні коригування в основний ігровий процес».

## Прийом
| Агрегатор  | Оцінка                                 |
| ---------- | -------------------------------------- |
| Metacritic | (PC) 81/100 (PS4) 72/100 (XONE) 79/100 |

| Видання       | Оцінка |
| ------------- | ------ |
| Game Informer | 8/10   |
| GamesRadar+   | [ 16 ] |

### Оцінки критиків
Battlefield V отримала в цілому сприятливі, або середні оцінки згідно з агрегатором Metacritic. 

### Продажі
У листопаді було повідомлено, що Battlefield V продалася тиражем менше половини фізичних копій, ніж Battlefield 1 протягом того ж періоду часу.